# Edmond Zhulali
Edmond Zhulali, född den 1 oktober 1960 i Peshkopia i Albanien, är en albansk musiker och kompositör. 2007, 2008 och 2013 var han artistisk direktör vid Festivali i Këngës 52.
Zhulali var med och komponerade låten "The Image of You" (Imazhi yt) som Anjeza Shahini tävlade i Eurovision Song Contest 2004 med. Han komponerade även Albaniens Eurovision-bidrag 2009 "Carry Me in Your Dreams" (Më merr në ëndërr) som framfördes av Kejsi Tola. 2014 är han med som albansk juryordförande vid Eurovision Song Contest 2014 där han leder en jurygrupp bland annat bestående av Eranda Libohova och Alfred Kaçinari. Zhulali har totalt sett gjort bidrag till ett 20-tal upplagor av Festivali i Këngës.  